# 眞柳寺
眞柳寺（しんりゅうじ）は、愛知県名古屋市東区東桜にある日蓮宗の寺院。

## 概要
山号は恵眼山。旧本山は名古屋法華寺（六条門流）、莚師法縁（隆源会）。
付近には法華寺、照遠寺、本住寺、妙泉寺、本要寺、大法寺、壽元寺、法輪寺、浄蓮寺等戦後の都市計画で移転された日蓮宗寺院が多数ある。

## 歴史
慶長12年（1605年）真柳院日動（法華寺6世）により法華寺の末寺として創建された。本堂が嘉永6年（1853年）に焼失、安政元年（1855年）酒井日寶（29世）の代に再建された。太平洋戦争中の昭和20年（1945年）3月19日に名古屋大空襲の無差別爆撃により諸堂を焼失、昭和28年（1953年）頃から名古屋市都市計画に基づき墓地の移転を開始し平和公園に墓地を移転した。昭和34年（1959年）9月16日伊勢湾台風で仮本堂が全壊した。昭和46年（1971年）庫裡を再建し境内を整備を行う。昭和54年（1979年）に老朽化した山門の改修を行い、屋根、門塀を改修し庫裡の増築を行った。

## 境内
- 山門

## 歴代
- 真柳院日動（開山）
- 恵眼院日侃（中興）